# Cementiri de Lloret de Mar
El Cementiri de Lloret de Mar és un recinte funerari del municipi homònim (Selva), catalogat com a bé cultural d'interès local.

## Història

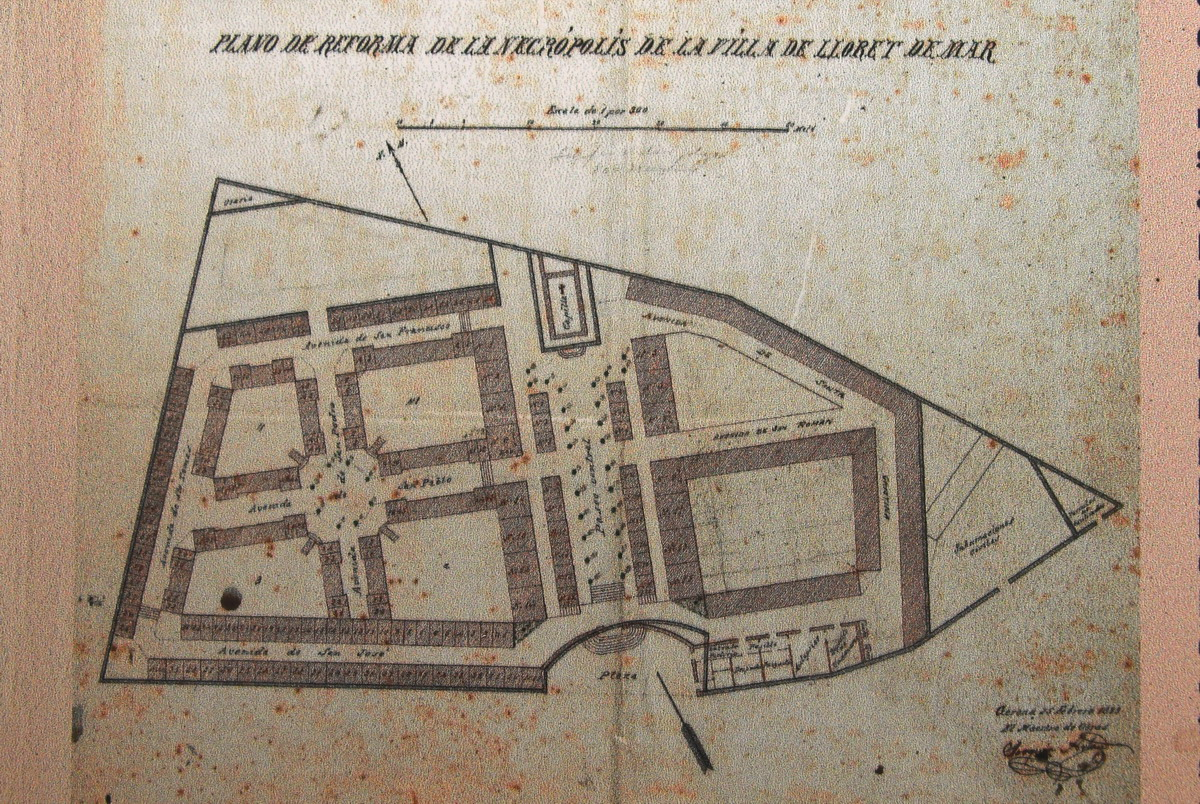
Plànol del projecte original

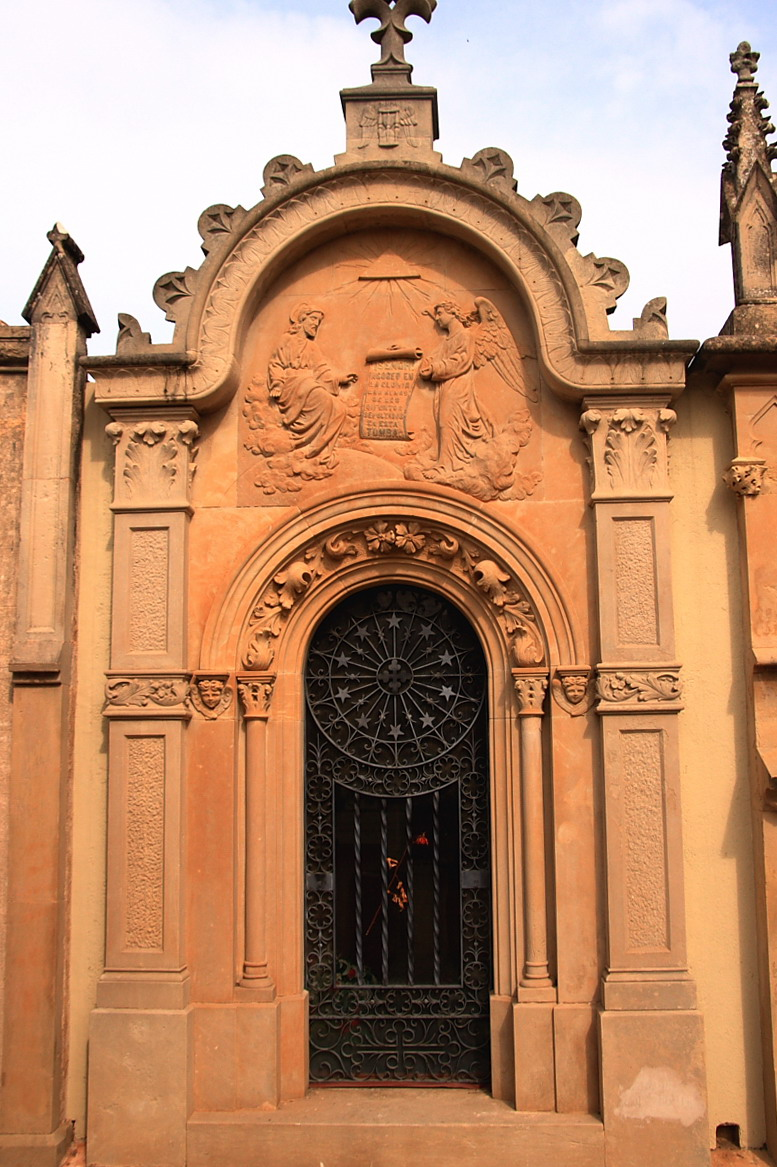
Els petits mausoleus tenen una decoració profusa

Segons consta a les Actes de l'Ajuntament, el 10 de desembre de 1891 es considerava per primer cop d'una forma oficial, la necessitat d'edificar un nou cementiri, al·legant que la construcció era totalment necessària i indispensable. Tanmateix, en un document del 1874 es recollien gran quantitat de signatures que demanaven un nou cementiri. Les raons que s'esgrimiren són la situació del vell cementiri en una zona que podia perjudicar la població, consideració d'aquell com a possible focus d'epidèmies, etc. El terreny escollit era situat al lloc anomenat Mas d'en Bot, al costat del camí rural que condueix a l'Ermita de Sant Quirze i que pertanyia a Salvador Bianchi. Aquesta decisió fou presa el dia 11 de desembre de 1891. El 29 de juny es posà la primera pedra i es donà per iniciada l'obra, segons consta a les actes de l'Ajuntament i segons publicaria El Distrito Farnense.
Tanmateix, la construcció no començà fins al 1899. Arran de l'escàs pressupost que tenia l'Ajuntament, les arques del qual passaven per un mal moment, les obres van ser molt escrupoloses i la seva atorgació va recaure a manera de subhastes. Així, la projecció de la capella va caure a Joaquim Artau, mentre que la pertinent construcció a Joan Soliguer. Una construcció que es va demorar sensiblement, fins a l'abril del 1903, dos anys després de la inauguració del cementiri. Aquesta va ser programada per al 3 d'octubre de 1901, però no tindrà lloc fins al 2 de novembre del mateix any a dos quarts de dues, hora en què es va acudir al cementiri per tal de procedir a la seva benedicció i altres actes commemoratius del fet. El rector mossèn Francesc Magí, fou l'encarregat de la major part de la cerimònia.

## Descripció

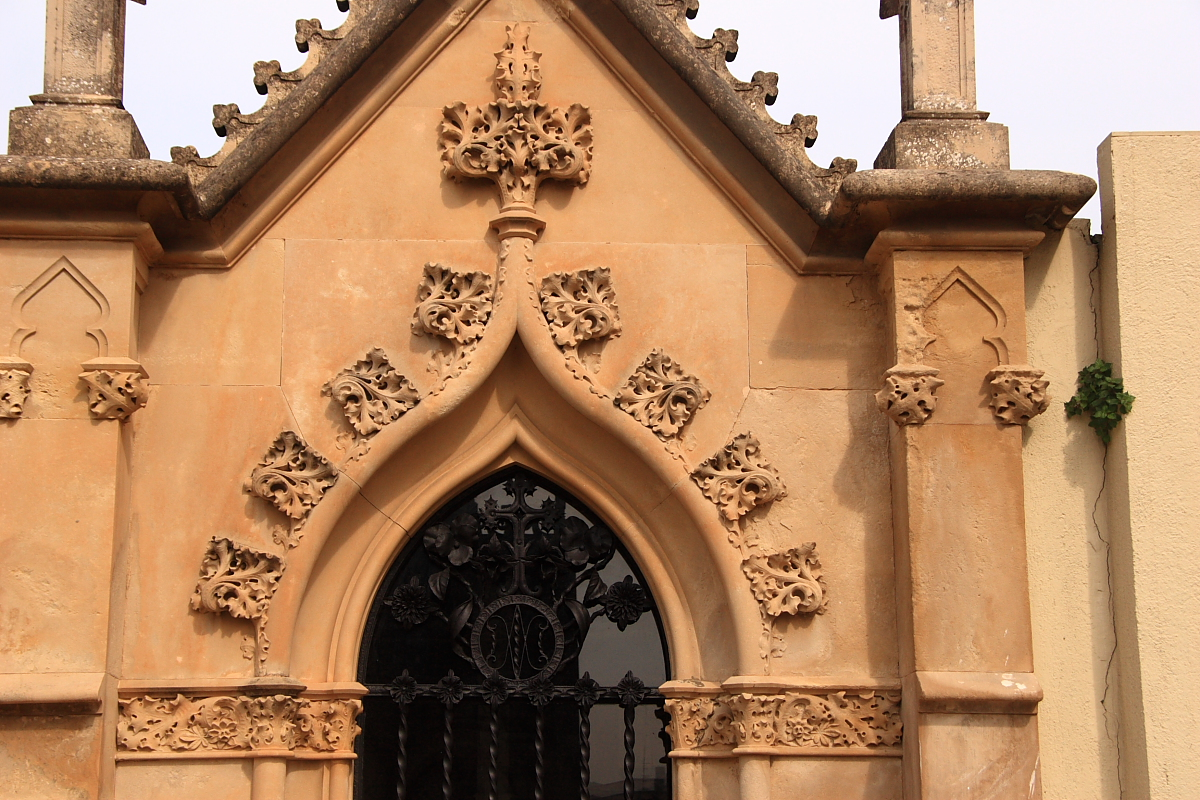
Detalls de treballs de pedra d'estil neogòtic

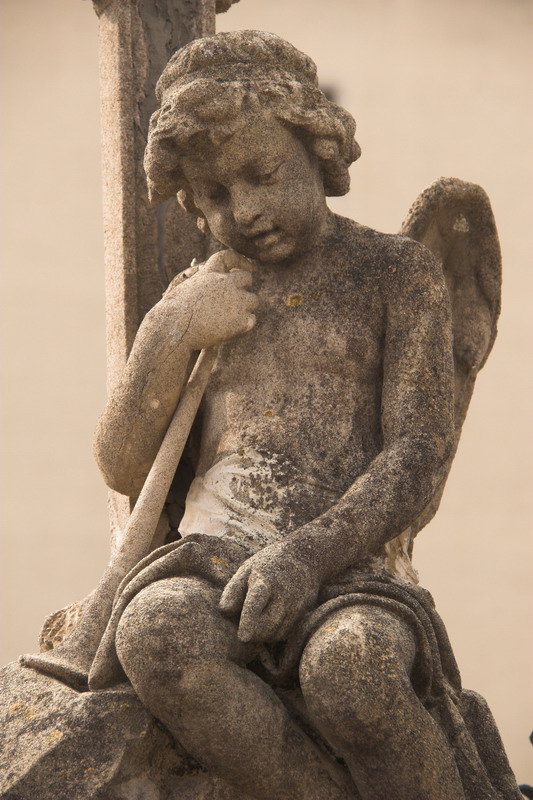
Escultura modernista funerària d'un àngel

Al cementiri hi ha uns dels conjunts d'escultura funerària modernista més importants del país, on  convergeixen totes les tendències artístiques, conferint així un bell mostrari d'estils de principis del segle xx: formes orgàniques, influències gaudinianes, sarcòfags clàssics, tombes eclèctiques. A Lloret es confonen els desigs dels artistes amb els objectius dels clients: passar a la posteritat. Hi ha tanta densitat artística concentrada que esdevé un vertader museu a l'aire lliure.
Tot i que que en el transcurs dels anys ha estat objecte de successives ampliacions, continua tenint al passeig Principal i en la de Sant Josep (lateral esquerra), el conjunt de sepultures més interessants, la majoria de les quals estan realitzades amb pedra de Montjuïc (Barcelona) de Girona, i amb marbre, en alguns casos marbre de Carrara (Itàlia). Només s'han de pujar uns quants esglaons per accedir a l'avinguda Principal i a banda i banda d'un curt traçat s'aixequen ostentosament les sepultures ricament esculpides dels rics lloretencs: indians que havien arribat de fer fortuna, metges, notaris i rendistes.
Pel que fa als panteons i hipogeus de primera classe, varen ser encomanats majoritàriament a arquitectes. Si s'estudia la cronologia de les seves intervencions s'haurà de tenir en compte que Gallissà i Puig i Cadafalch serien els primers a dur a terme projectes per a la nova Necròpoli. Immediatament apareix un projectista més Vicenç Artigas i Albertí, i en el decurs del mateix any, el 1903, Bonaventura Conill i Montobbio s'afegeix al grup. Els dos últims continuaran treballant al cementiri de forma regular i la major part de les obres que configuren el conjunt seran, per tant, part important de la seva producció. El 1905 s'hi va afegir Ramon Maria Riudor, que participà de manera puntual a Lloret, deixant-hi l'empremta d'un projecte per a panteó. També hi intervingué Ismael Smith Marí, autor de l'Hipogeu Camps i Nonell.
Al final de l'avinguda Principal hi ha la capella, restaurada recentment. Es tracta d'una capella de planta rectangular d'una sola nau, ubicada sobre una petita terrassa o plataforma, a la qual s'hi accedeix per mitjà de tres esglaons. La capella està supeditada a una configuració eclèctica que acomoda esquemes d'un barroc popular sota la dominant de la senzillesa. Presenta a la porta d'entrada un acabament a la manera de gablet. La façana està àmpliament ornamentada com així ho acrediten tant el portal d'accés d'arc de mig punt, com el rematament triangular del portal i el coronament semicircular de l'edifici -frontó corbat o de volta rodona-. Tots tres elements estan àmpliament ornamentats amb unes profuses motllures, molt clares i nítides, que s'han materialitzat a la pràctica en format tant de pilastres llises, coronades per capitells molt austers i discrets que es prolonguen fins al coronament de l'edifici, com per àmplies cornises, les quals són sostentades per aquestes pilastres que arrenquen des del basament.
El cementiri civil de Lloret de Mar és de dimensions més reduïdes i es troba a un nivell inferior. En aquest lloc reposen estrangers de religió protestant que s'havien instal·lat a Lloret de Mar, i també maçons i lliurepensadors. Hi resten algunes làpides preciosistes on hi ha esculpits en relleu símbols maçònics o símbols més originals com un vaixell i un peix, o làpides molt més modernes amb inscripcions molt evocadores i emotives.

### Panteó Costa i Marcià
Obra de Puig i Cadafalch (1902), és un dels més complexos i rics del conjunt. És una petita capella neogòtica amb coberta sobre fines columnes i arcs de mig punt als quatre costats. A l'interior hi ha un petit altar de mosaic policromat, igual que les voltes, acabades en una clau que representa un cavaller. Els mosaics són de Lluís Brú, les escultures d'Eusebi Arnau i la forja de Manuel Ballarín.

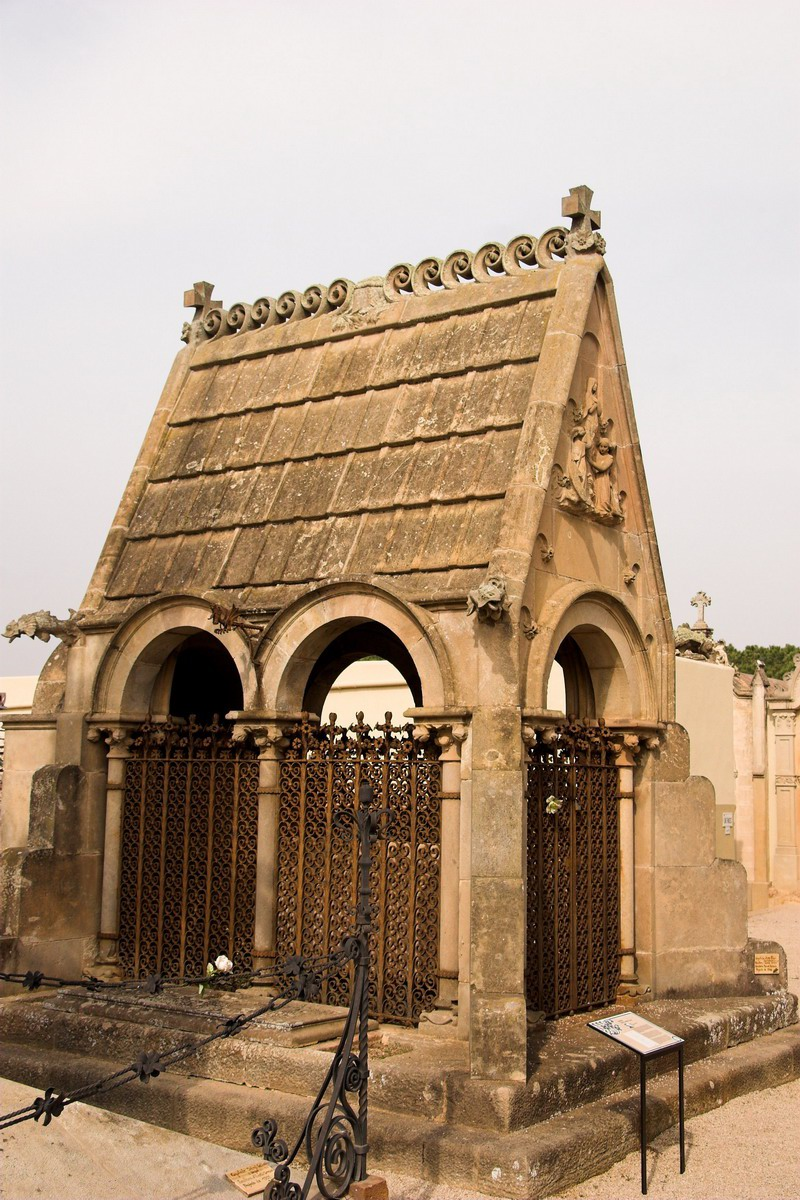
Panteó Costa i Macià
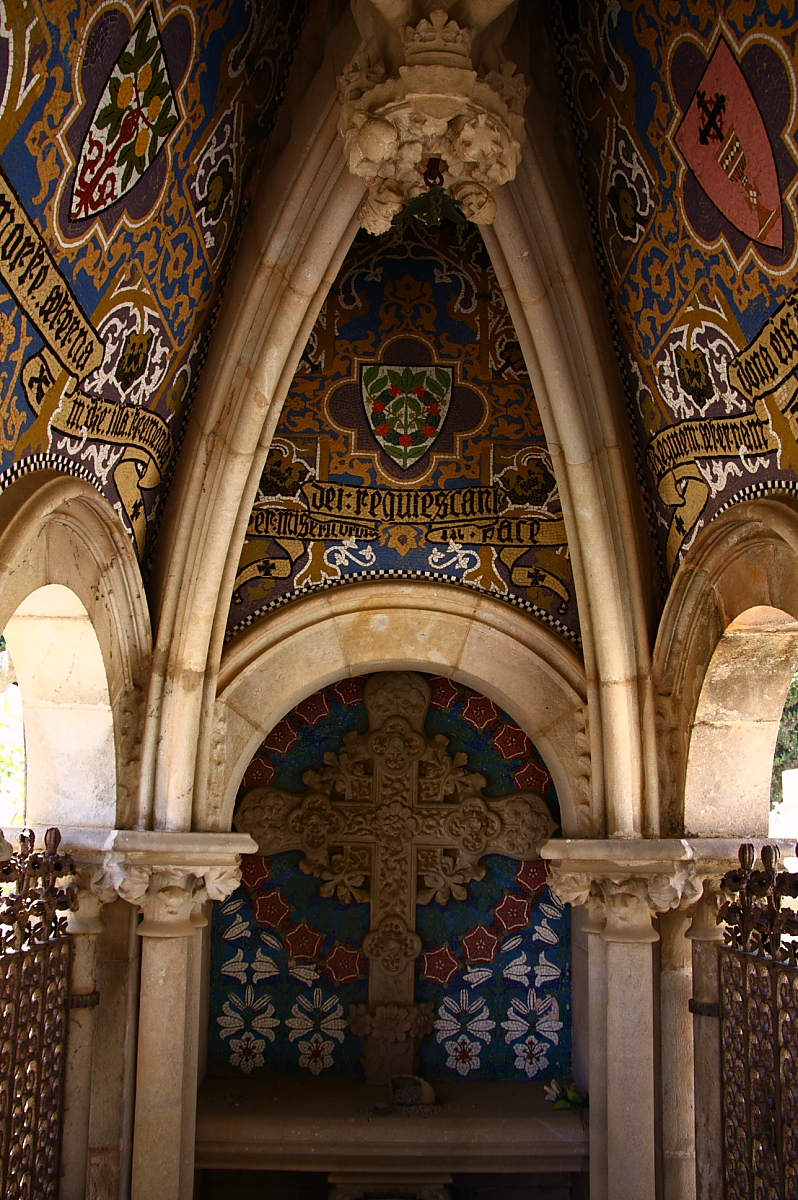
La profusa decoració interior amb mosaic, de clara tendència germànica
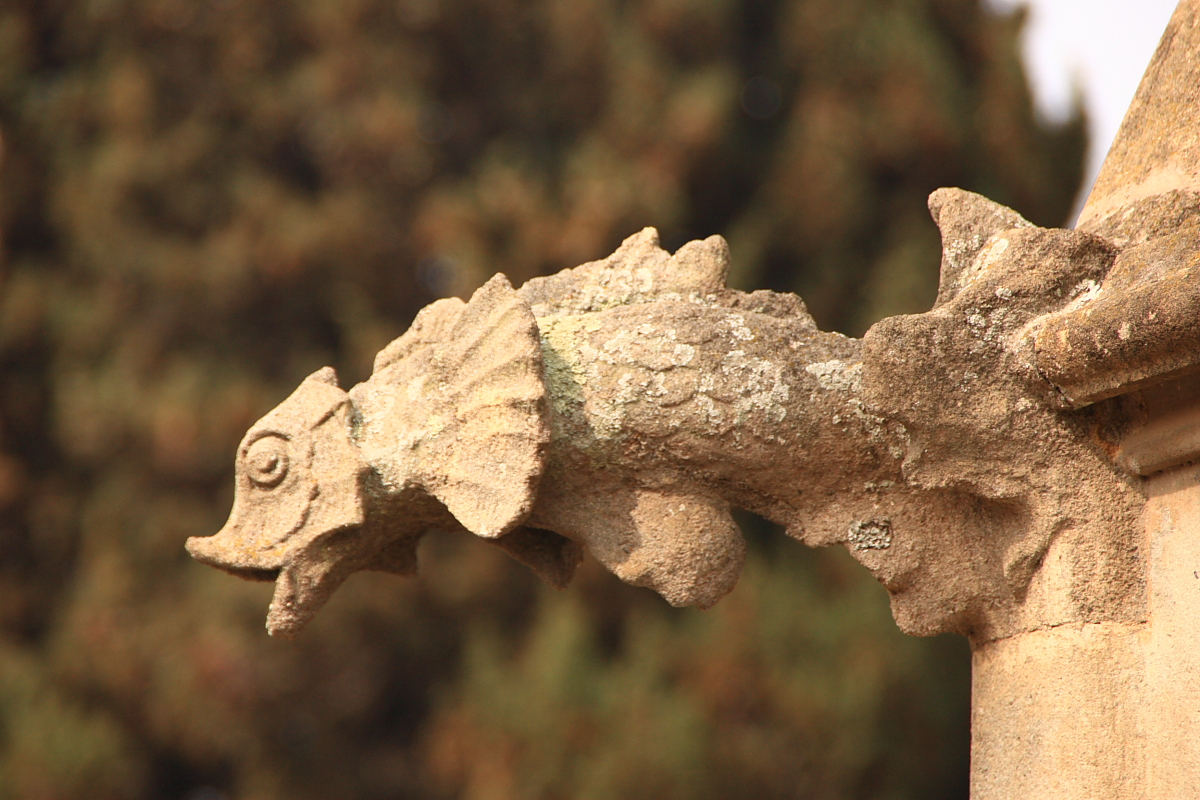
Gàrgola fictícia d'Eusebi Arnau

### Panteó Casanovas i Terrats
Obra d'Antoni Maria Gallissà (1901-1903), es desmarca completament dels altres pel que fa a la seva tipologia. És fabulosament esculpit amb diverses figures d'alt relleu i coronat amb una trasseria d'inspiració gòtica i medieval, que descansa directament sobre el sarcòfag a través de quatre columnestes de fust acanalat, en la qual es dona cabuda i es combina tant l'ornamentació d'inspiració vegetal i floral com les gàrgoles en forma d'àguiles amb les ales plegades.

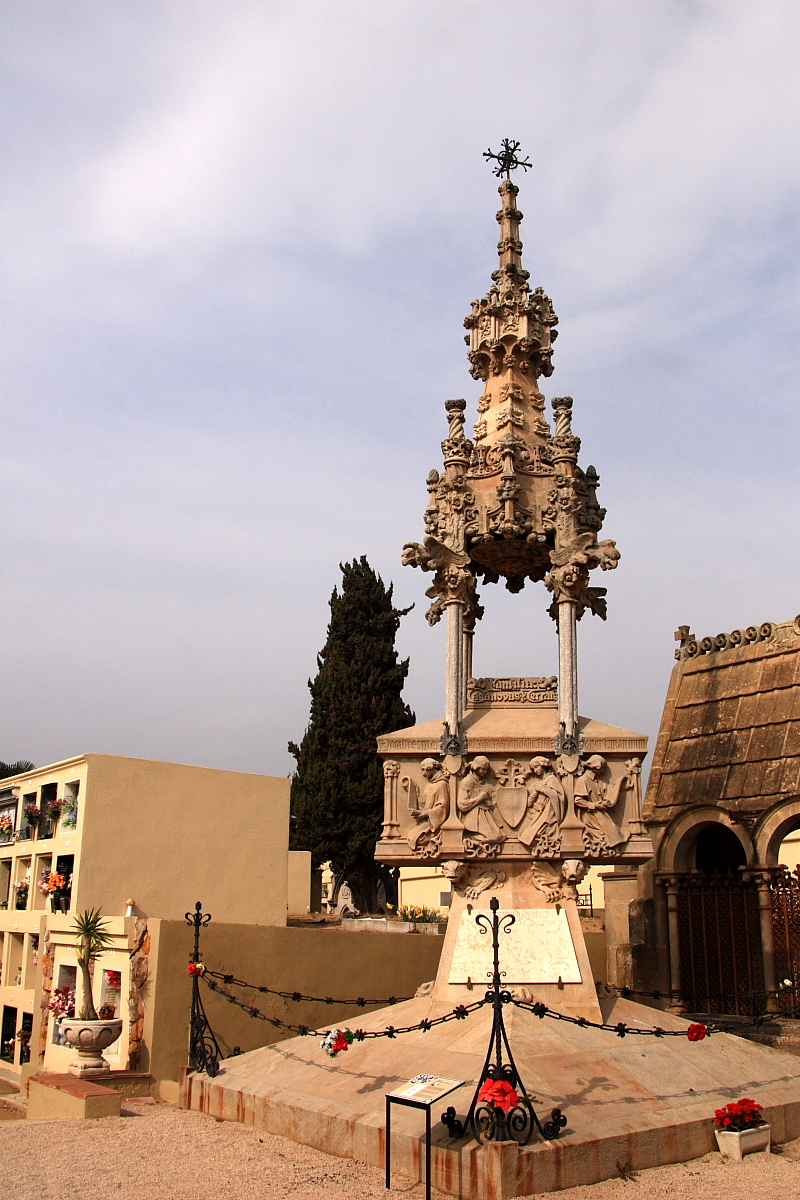
Panteó Casanovas i Terrats
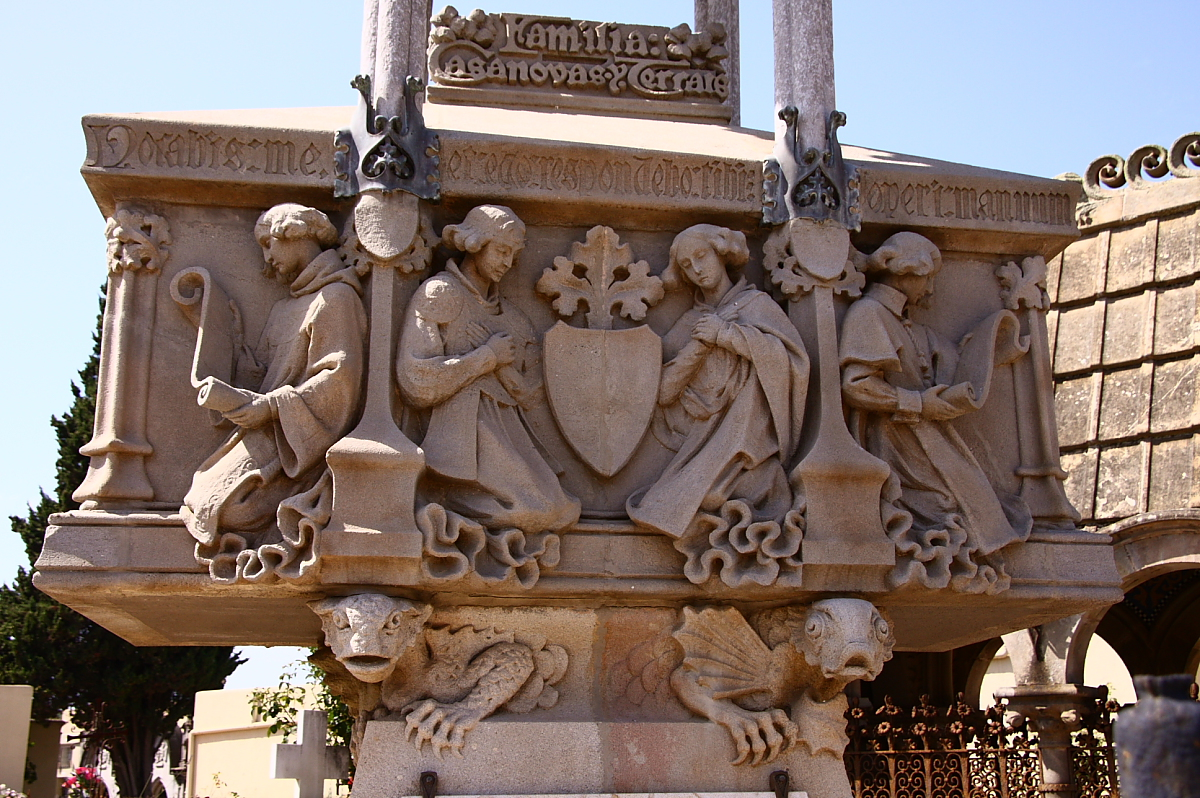
Detall del sarcòfag amb escultures d'Eusebi Arnau
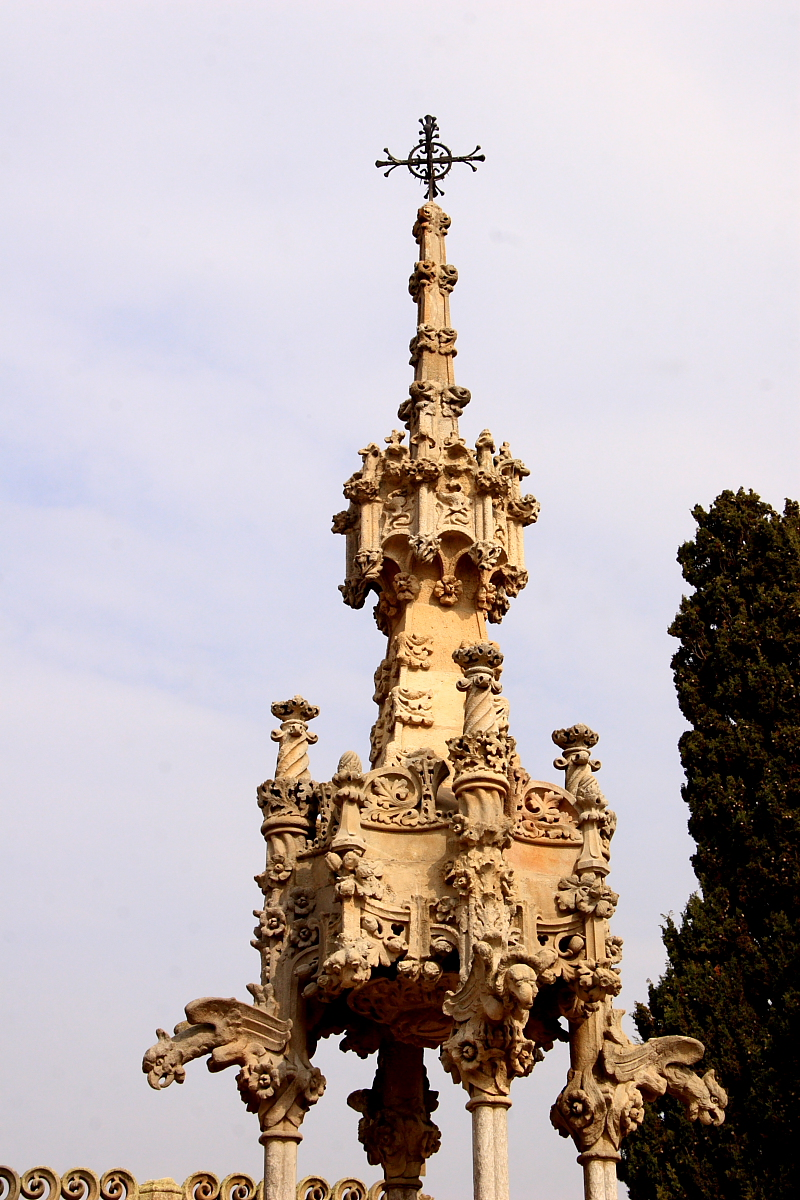
Detall del treball escultòric del coronament

### Panteó Esqueu i Vilallonga
Obra de Bonaventura Conill i Montobbio (1904-1909), és el més alt i visible des de l'exterior del recinte. Presenta la figura d'un drac que sosté una calavera sobre la qual ha trencat les taules de la llei. Al centre del conjunt un altíssim arc acabat en una creu amb un sagrat cor i, a l'extrem oposat del drac, apareix el sarcòfag en un lloc preeminent.

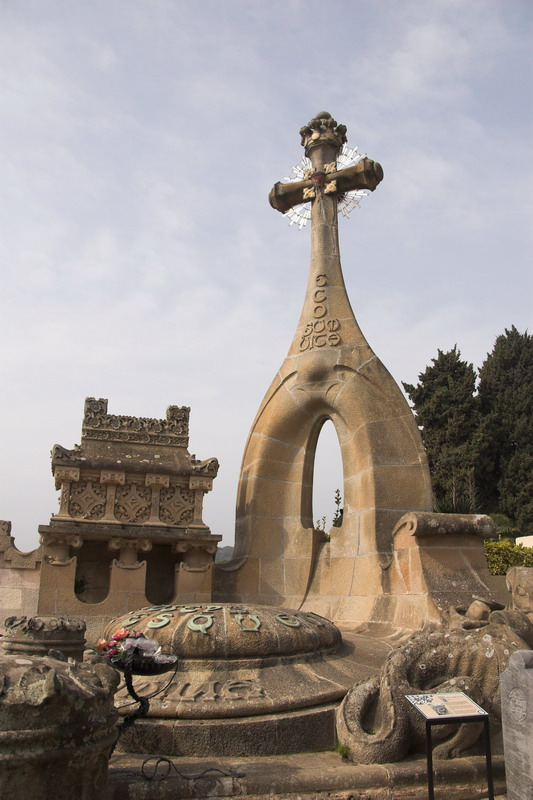
Panteó Esqueu i Vilallonga, visible des de tot el cementiri
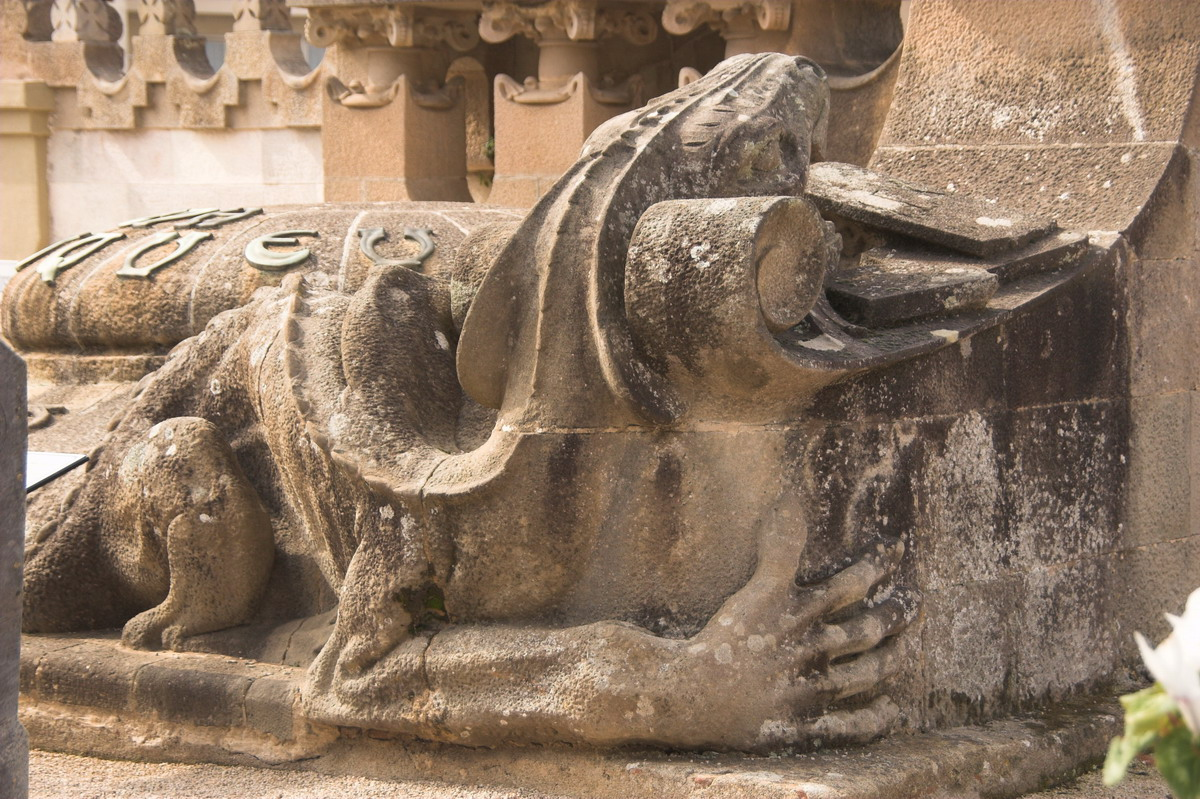
El drac amenaçador
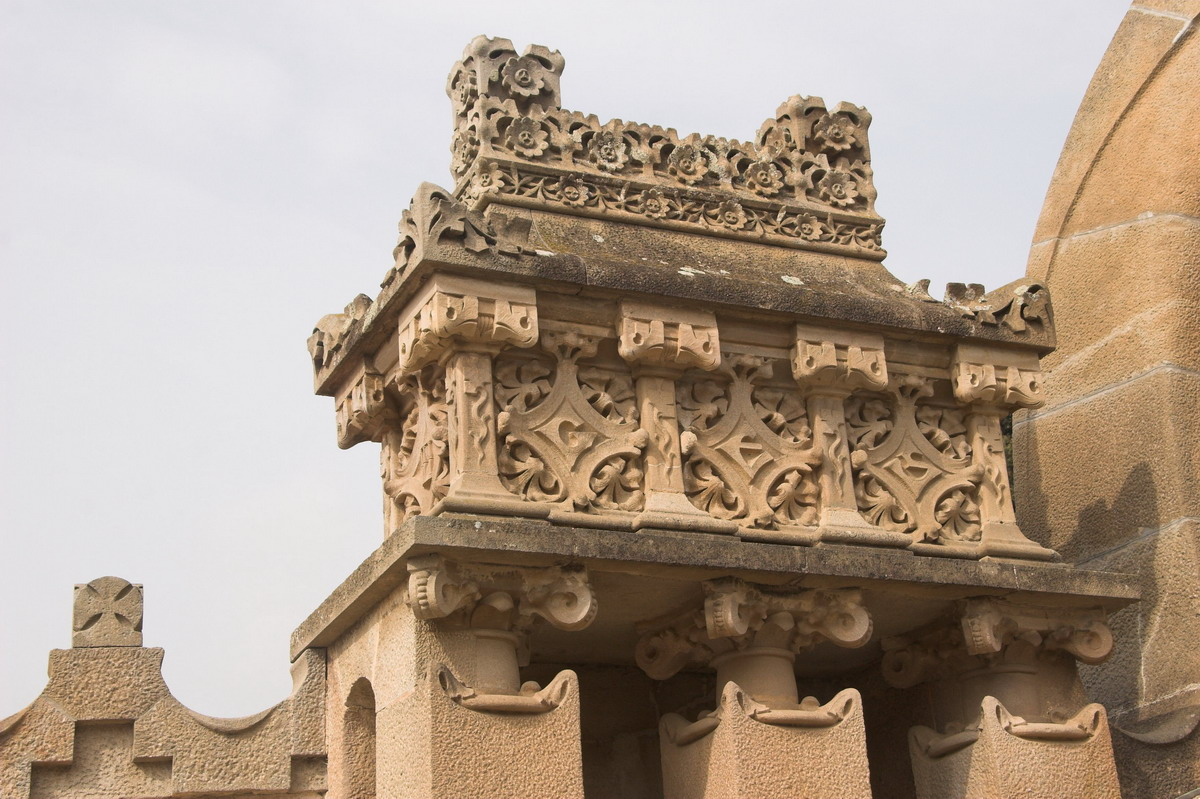
Sarcòfag representant els difunts enterrats

La major part de l'obra de Conill al cementiri són hipogeus de primera classe, és a dir els enterraments a terra amb una escultura a sobre i separats entre si:

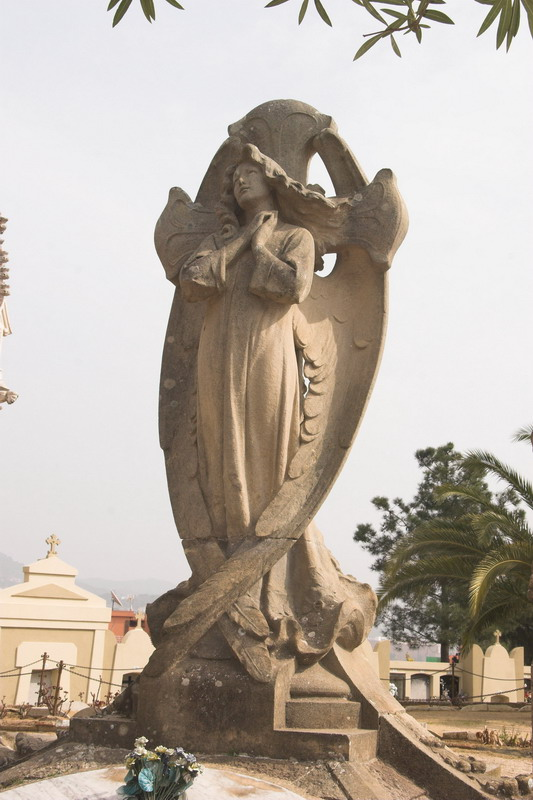
Hipogeu Durall i Suris (1903). Es considera la primera obra de Conill al cementiri. L'escultura és de Josep Maria Barnadas i Mestres i barreja la simbologia de la creu i l'àngel.
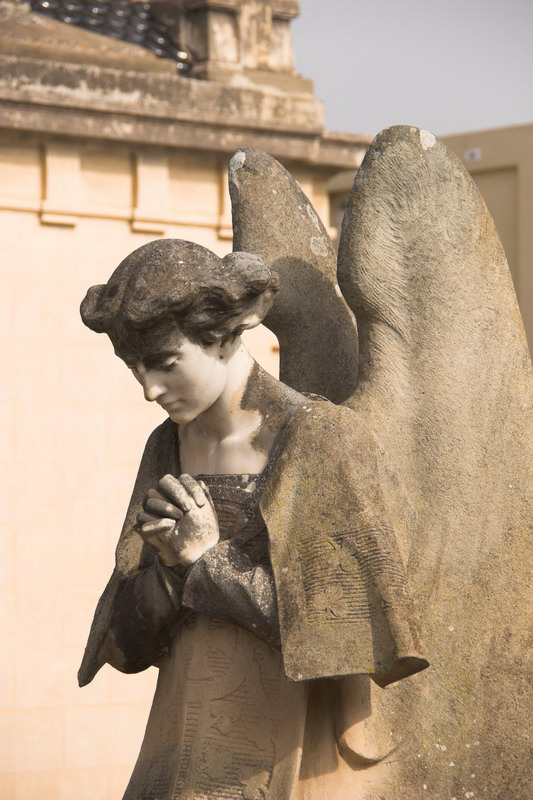
Hipogeu Durall i Carreras (1904). Figura d'un àngel orant amb una imatge de placidesa. Destaca el color blanc de la cara i les mans que són fetes en marbre.
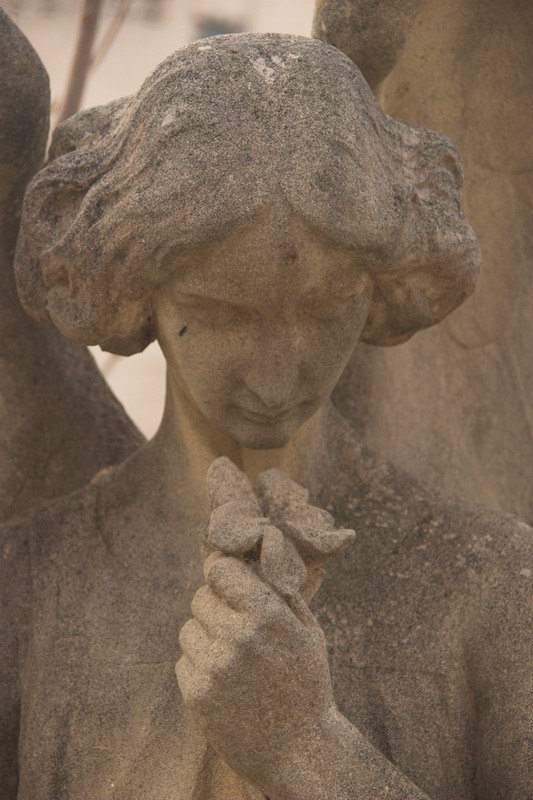
Hipogeu Fàbregas i Mataró (1908). Àngel amb una ofrena floral. D'inspiració clarament modernista, té les ales desplegades en forma asimètrica. Al seu costat un sarcòfag d'inspiració medieval amb lletres gòtiques i un tempus fugit.

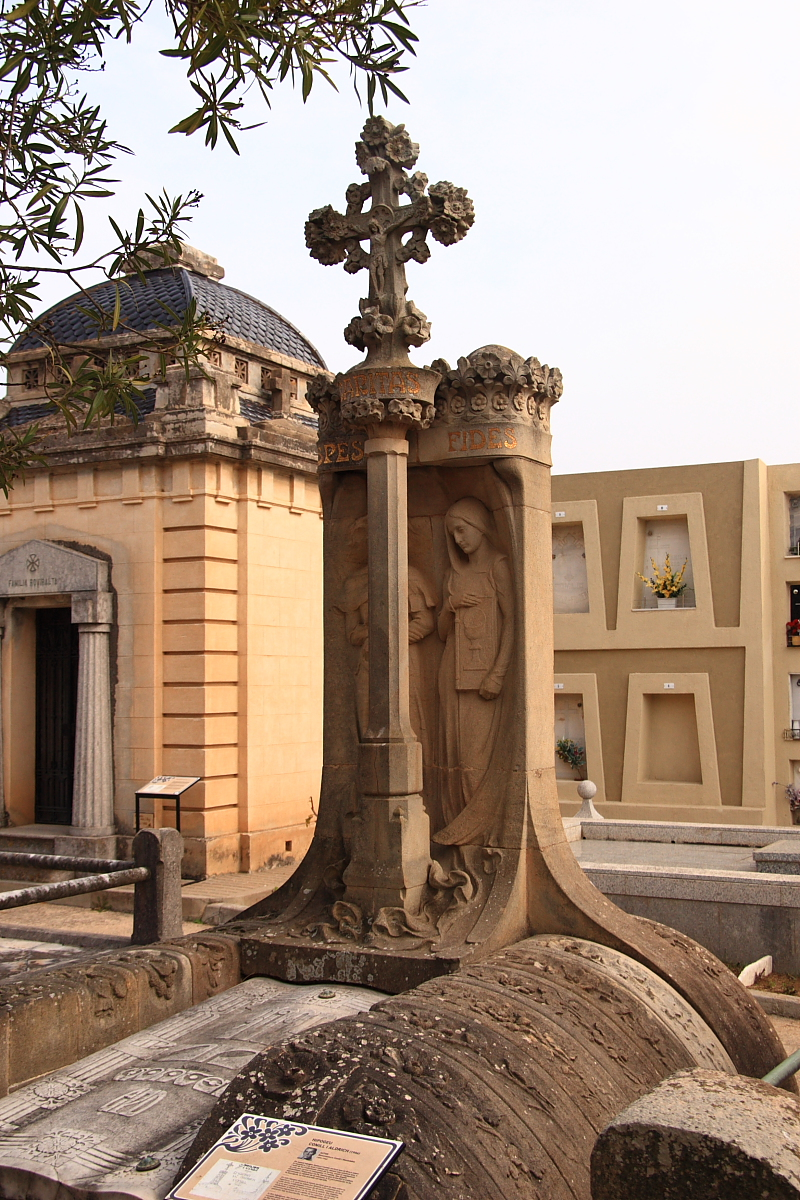
Hipogeu Conill i Aldrich (1906). Una estela amb dues figures -l'esperança i la fe- davant de les quals hi ha una columna que sosté un capitell que representa la caritat.
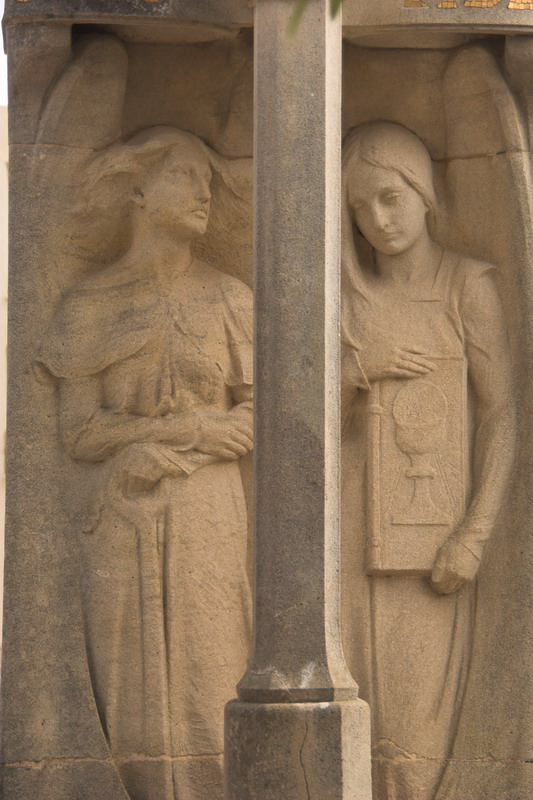
Detall de l'estela de la qual surten les dues figures femenines.

### Panteó Cabañas
Obra de Vicenç Artigas i Albertí (1902), és un mausoleu-capella amb quatre àngels orants a les cantonades i una creu molt decorada al cim, per sobre d'una cornisa barroca. Totalment feta en pedra i profusament treballada amb motius vegetals. A l'interior una clau de volta amb la simbologia de Crist i dels quatre evangelistes.

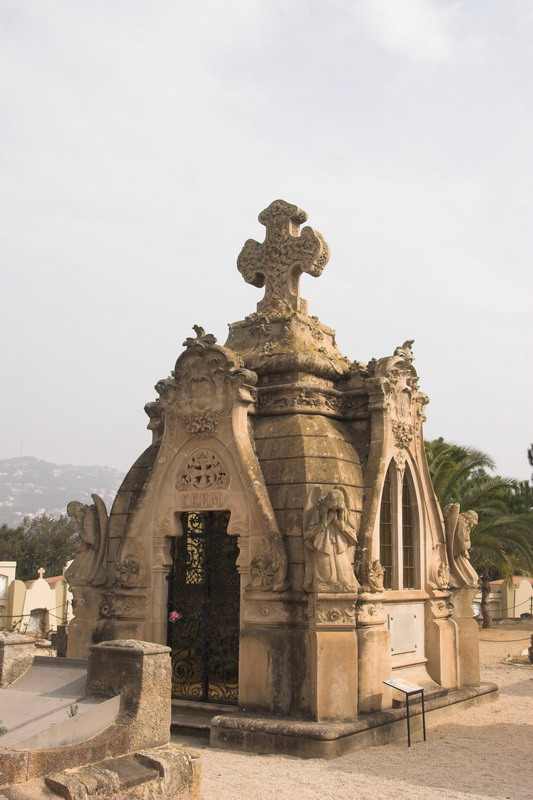
Panteó Cabañas
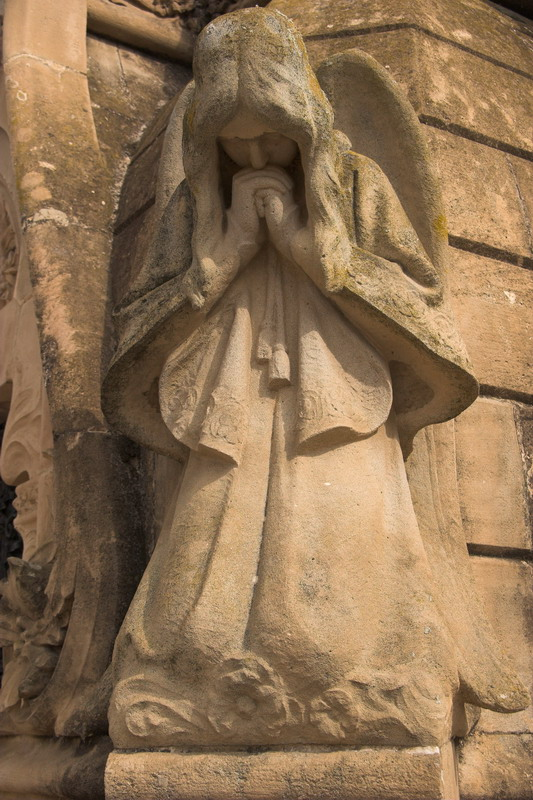
Les figures femenines pregant
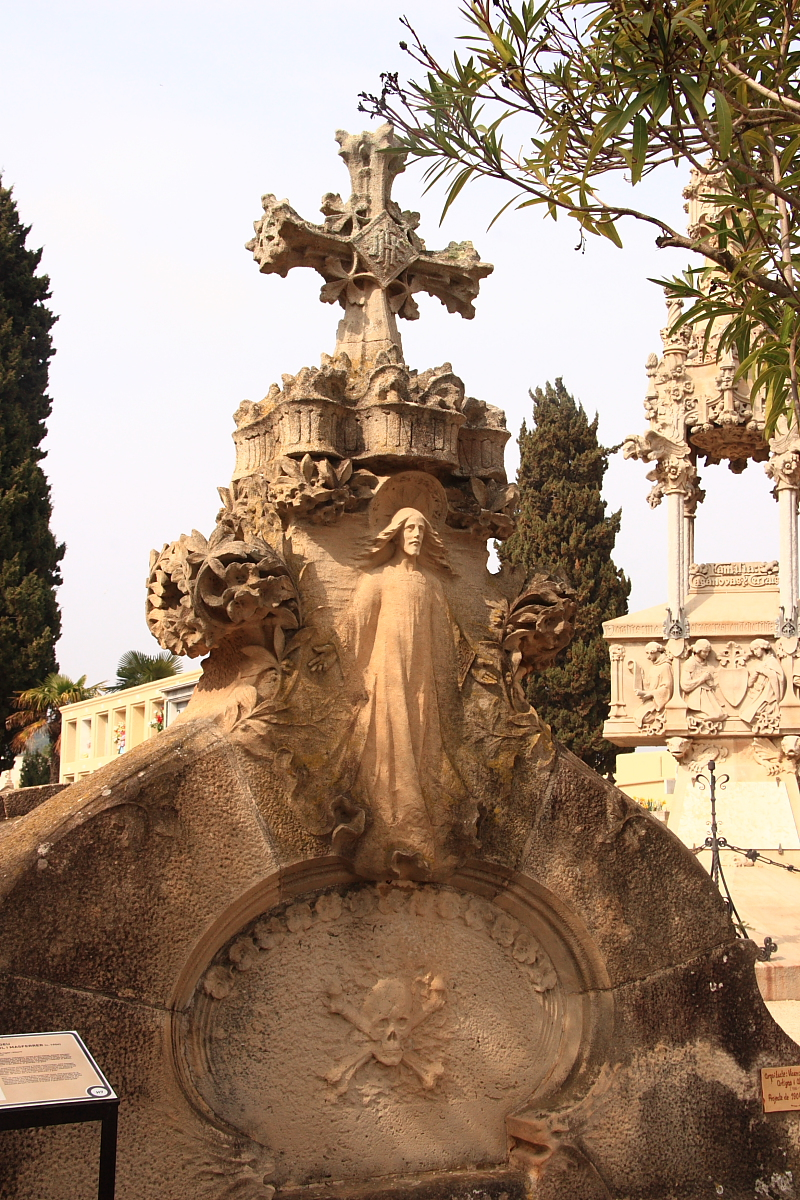
Hipogeu Pujol i Masferrer. De superfície ondulant des de la qual apareix la figura d'un Crist triomfant sobre la mort representada per una calavera.

### Altres tombes
Algunes de les figures més significades de les que hi ha al passeig central del recinte. Òbviament, n'hi ha moltes més d'anònimes o sense identificar per tot el cementiri.

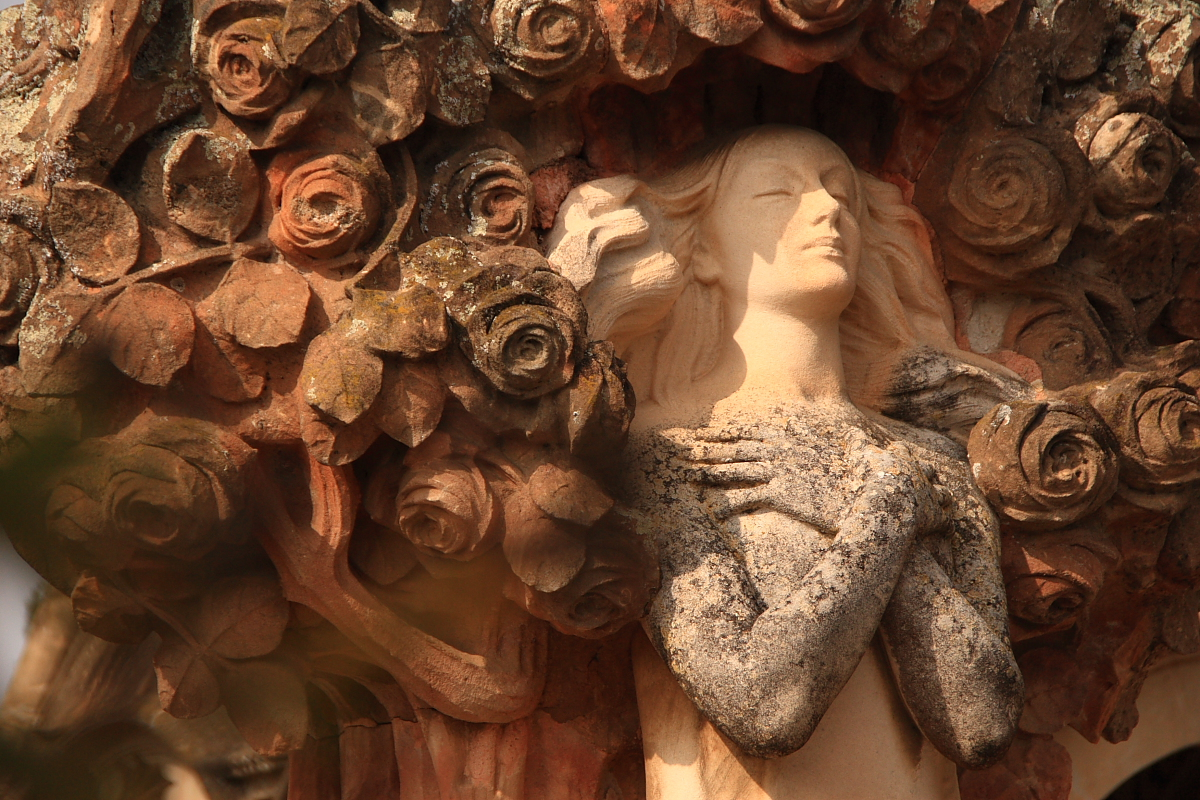
Hipogeu Camps i Nonell (1908), obra d'Ismael Smith i Marí. La figura femenina amb els ulls tancats i les mans creuades sobre el pit i com si fos flotant, reflecteixen la mort. El color blanc de la pedra de la figura destaca del vermellós de les roses que la rodegen.
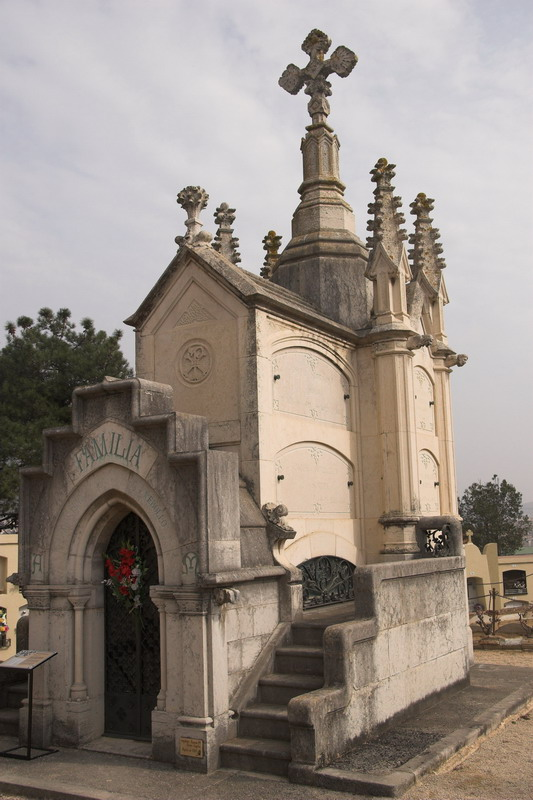
Panteó Serrahima (1905). Obra de Ramon Maria Riudor i Capella. És un panteó-capella d'aire medieval. compost per diversos cossos tots ells rematats per cresteria i amb quatre grans pinacles i una creu.
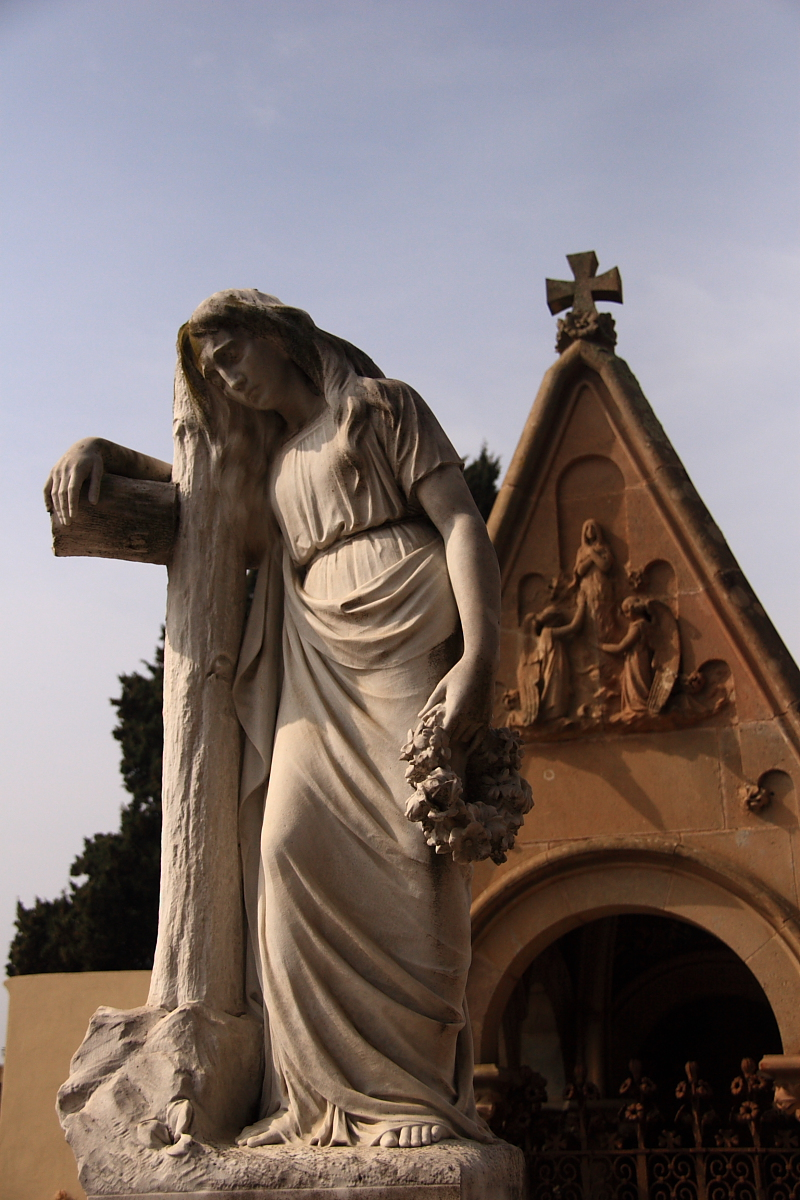
Gelats i Durall (1909). Anònim. La figura femenina amb túnica és un clàssic a l'art funerari. La corona i la creu simbolitzen la salvació. Els ulls tancats, el somni profund de la mort.
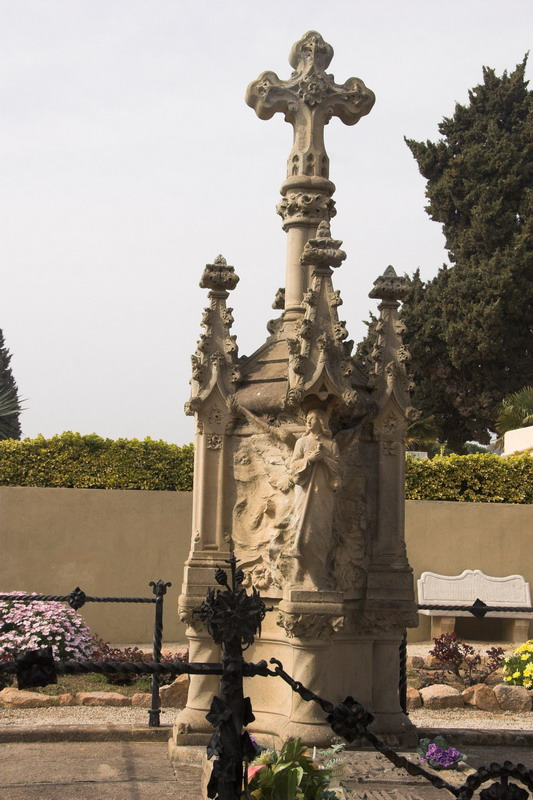
Macià i Roca (1907). Anònim. Obra de finíssima factura, té forma d'edicle quadrangular amb quatre columnes, una de les quals està formada per un àngel amb una trompeta del Judici.